# Szrogh Sámuel
Szrogh Sámuel (Sátoraljaújhely, 1763 – Miskolc, 1829. október 29.) jogász, Borsod vármegye táblabírája, színházvezető, író.

## Életpályája
Szrogh (néhány helyen Szrógh) Sámuel Sátoraljaújhelyen született. Szirmay János gróf ügyésze volt. Nem tudni, mikor került Miskolcra, de a városi közélet aktív tagja volt, és Borsod vármegye táblabírája lett. 1793-ban őt kérték fel a miskolci levéltári anyag rendezésére. Ezen két évig munkálkodott, rendbe rakta az 1792 előtti, mintegy 8000 iratot, és a tárgy szerint harminc speciesre (sorozatra) osztotta. Hivatali munkája közben alkalmi költeményeket jelentetett meg. Az 1800 tavaszán kiadott Miskolcz látképi rajzolatjához írta alkalmanként ma is idézett versét, Miskolcznak a’ javai címmel, ami erős lokálpatrióta kötődését mutatja. A színház iránti vonzalmának első jeleként 1800-ban tudósította a Magyar Kurírt az erdélyi színtársulat miskolci vendégjátékáról. 1806-ban a magyar közigazgatási nyelvezet megújítása ügyében írt kis kiadványt. A színjátszás ügyének vezető alakja lett a városban, 1815-től 13 éven keresztül volt a miskolci magyar játékszín igazgatója, és egyik szervezője volt a miskolci színház megépítésének és vármegyei működtetésének. Az első miskolci színházépület építését 1819-ben kezdték el az akkori Boldogasszony utcában (ma Déryné utca), és 1823. augusztus 24-én nyitotta meg kapuit Kisfaludy Károly A tatárok Magyarországban című darabjával.
Az avasi református temetőben temették el, sírköve ma is látható. Miskolcon, a Martinkertvárosban utca viseli a nevét.

## Munkái

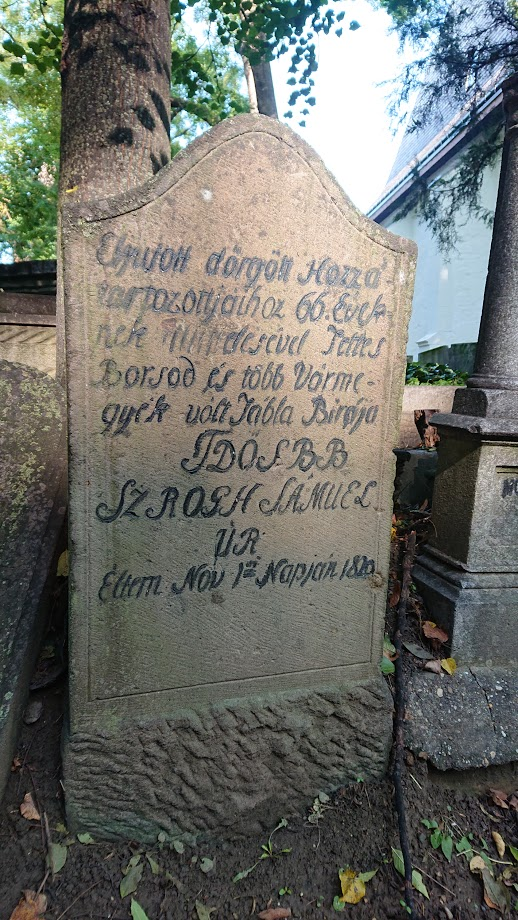
Szrogh Sámuel sírköve az avasi temetőben

- Öröm-innep. Mellyet felséges fő-herczeg Sándor Leopoldnak országunk palatinusságának budai lakhelyébe lett bé-jöveteli napján a versek elején tündöklő felséges neveknek szentelt. ArVa VaLáL, nagy kár! BuDa HajDanI Vára, KIes Vár; Itt LeVe VégIDeje! s Vagy te kIraLyfi heLye. Pest, 1791
- Vergleichung zwischen Engellands und Ungarns Regierungsform. Oder: Ein Wort an diejenigen, von welchen die Ungarn für unruhige Köpfe gehalten werden. Aus dem Ungarischen übersetzt und vermehrt. Hely n., 1791 (Eredetileg Aranka munkái közt is fel van sorolva. 1791)
- Kodrus. Szomorú játék. Úgy a mint Kronegk J. Fridrik zászlós úr német verseiből magyar versekbe foglalta. Pest, 1792
- A budai példátlan s kettős magyar koronázásról hatodik és tizedik júniusra 1792. eszt. írott versek. Pest, 1792
- Pannonia gyászsza, a mellyet okozott a váratlan 1-ső márczius 1792 esztendőben. Uo. (Költ.)
- Miskolcz látképi rajzolatja, históriai magyarázattal. Pozsony, 1800
- Tekintetes nemes Borsod vármegyének, mint a nemzeti nyelv egyik pártfogójának ajánlja 1806. eszt. (A magyar nyelvről szólló 1805. eszt. törvény 4. ágazatja). Uo. 1806